# SUNY Press
A State University of New York Press (mais comumente chamada de SUNY Press) é uma editora universitária afiliada ao sistema da Universidade Estadual de Nova York. Fundada em 1966, está localizada em Albany e publica trabalhos acadêmicos em vários campos.
A SUNY Press tem acordos com vários fornecedores de impressão sob demanda e eletrônicos, como Ingram, Integrated Books International, EBSCO, ProQuest, Project MUSE, Philosophy Documentation Center, Google e Amazon. Dos livros publicados pela SUNY Press, 80% são trabalhos acadêmicos de professores da universidade ou de outras escolas e universidades. Os restantes 20% são voltados ao público em geral.
A editora é membro da Associação de Editoras Universitárias. 